# Maria Bjaring
Maria Christina Bjaring, född 6 november 1975, är en svensk journalist. Sedan 2013 arbetar hon på Aftonbladet och var med och startade "Aftonbladet Morgon" där hon också är en av programledarna. Andra programledare för Aftonbladet Morgon är Claes Åkeson och Robert Aschberg. Programmet sänds även på TV3. 
2008 var hon en grundarna till nyhetstjänsten Second Opinion Nyheter AB. 
Åren 2000–2007 var hon programledare/producent inom Sveriges Radio och arbetade med programutveckling, bland annat för SR Stockholm och programmen "Bling-Bling", "Knattetimmen", "Lördagsgästen" m.fl.